# Canton de Cognac-2
Le canton de Cognac-2 est une circonscription électorale française du département de la Charente créée par le décret du 20 février 2014 et entrée en vigueur lors des élections départementales de 2015.

## Histoire
Un nouveau découpage territorial de la Charente entre en vigueur en mars 2015, défini par le décret du 20 février 2014, en application des lois du 17 mai 2013 (loi organique 2013-402 et loi 2013-403). Les conseillers départementaux sont, à compter de ces élections, élus au scrutin majoritaire binominal mixte. Les électeurs de chaque canton élisent au Conseil départemental, nouvelle appellation du Conseil général, deux membres de sexe différent, qui se présentent en binôme de candidats. Les conseillers départementaux sont élus pour 6 ans au scrutin binominal majoritaire à deux tours, l'accès au second tour nécessitant 12,5 % des inscrits au 1er tour. En outre la totalité des conseillers départementaux est renouvelée. Ce nouveau mode de scrutin nécessite un redécoupage des cantons dont le nombre est divisé par deux avec arrondi à l'unité impaire supérieure si ce nombre n'est pas entier impair, assorti de conditions de seuils minimaux. Dans la Charente, le nombre de cantons passe ainsi de 35 à 19. Le nouveau canton de Cognac-2 est formé de communes de l'ancien canton de Cognac-Sud.

## Représentation
| Période élective | Période élective | Mandat | Mandat   | Identité           | Nuance | Nuance | Qualité                                                                                             |
| ---------------- | ---------------- | ------ | -------- | ------------------ | ------ | ------ | --------------------------------------------------------------------------------------------------- |
| 2015             | 2021             | 2015   | 2021     | Pierre-Yves Briand |        | MoDem  | Retraité de la DDE Maire de Châteaubernard depuis 2014 8ème Vice-Président du Conseil départemental |
| 2015             | 2021             | 2015   | 2021     | Émilie Richaud     |        | DVD    | Chef d'entreprise, conseillère municipale de Cognac                                                 |
| 2021             | 2028             | 2021   | en cours | Pierre-Yves Briand |        | MoDem  | Conseiller sortant                                                                                  |
| 2021             | 2028             | 2021   | en cours | Émilie Richaud     |        | DVD    | Conseillère sortante                                                                                |

### Résultats détaillés

#### Élections de mars 2015
À l'issue du 1er tour des élections départementales de 2015, deux binômes sont en ballottage : Pierre-Yves Briand et Émilie Richaud (Union de la Droite, 40,8 %) et Francis Neraudeau et Laïla Zelmati (FN, 27,4 %). Le taux de participation est de 44,3 % (5 284 votants sur 11 928 inscrits) contre 50,21 % au niveau départementalet 50,17 % au niveau national.
Au second tour, Pierre-Yves Briand et Émilie Richaud (Union de la Droite) sont élus avec 68,6 % des suffrages exprimés et un taux de participation de 45,82 % (3 408 voix pour 5 467 votants et 11 931 inscrits).

#### Élections de juin 2021
Le premier tour des élections départementales de 2021 est marqué par un très faible taux de participation (33,26 % au niveau national). Dans le canton de Cognac-2, ce taux de participation est de 27,64 % (3 285 votants sur 11 884 inscrits) contre 33,39 % au niveau départemental. À l'issue de ce premier tour, deux binômes sont en ballottage : Pierre Yves Briand et Emilie Richaud (DVC, 66,5 %) et Mehdi Chaoua et Marilyne Podtiaguine (DVG, 33,5 %).
Le second tour des élections est marqué une nouvelle fois par une abstention massive équivalente au premier tour. Les taux de participation sont de 34,3 % au niveau national, 33,99 % dans le département et 28,46 % dans le canton de Cognac-2. Pierre Yves Briand et Emilie Richaud (DVC) sont élus avec 66,94 % des suffrages exprimés (2 110 voix pour 3 382 votants et 11 883 inscrits),,.

## Composition
| Nom                            | Code Insee | Intercommunalité   | Superficie (km2) | Population (dernière pop. légale)               | Densité (hab./km2) | Modifier                                    |
| ------------------------------ | ---------- | ------------------ | ---------------- | ----------------------------------------------- | ------------------ | ------------------------------------------- |
| Cognac (bureau centralisateur) | 16102      | CA du Grand Cognac | 15,50            | Fraction : 9 793 (2022) Commune : 18 466 (2022) | 1 191              | modifier les données · modifier les données |
| Ars                            | 16018      | CA du Grand Cognac | 11,40            | 689 (2022)                                      | 60                 | modifier les données · modifier les données |
| Châteaubernard                 | 16089      | CA du Grand Cognac | 13,31            | 3 793 (2022)                                    | 285                | modifier les données · modifier les données |
| Gimeux                         | 16152      | CA du Grand Cognac | 7,40             | 727 (2022)                                      | 98                 | modifier les données · modifier les données |
| Javrezac                       | 16169      | CA du Grand Cognac | 3,66             | 581 (2022)                                      | 159                | modifier les données · modifier les données |
| Merpins                        | 16217      | CA du Grand Cognac | 10,46            | 1 082 (2022)                                    | 103                | modifier les données · modifier les données |
| Saint-Laurent-de-Cognac        | 16330      | CA du Grand Cognac | 10,87            | 832 (2022)                                      | 77                 | modifier les données · modifier les données |
| Canton de Cognac-2             | 1612       |                    |                  | 17 497 (2022)                                   |                    | modifier les données                        |

Le canton de Cognac-2 comprend :
1. Six communes entières,
2. La partie de la commune de Cognac non comprise dans le canton de Cognac-1.

## Démographie
En 2022, le canton comptait 17 497 habitants, en évolution de −1,33 % par rapport à 2016 (Charente : −0,48 %, France hors Mayotte : +2,11 %).
| 2013   | 2018   | 2022   |
| ------ | ------ | ------ |
| 17 615 | 17 764 | 17 497 |